# Kathinka von Deichmann
Kathinka von Deichmann (Vaduz, 16 maggio 1994) è una tennista liechtensteinese.

## Biografia
Kathinka von Deichmann ha vinto 15 titoli in singolare e 4 titoli nel doppio nel circuito ITF in carriera. L'8 ottobre 2018 ha ottenuto il best ranking mondiale nel singolare, nr 153; il 17 luglio 2017 ha raggiunto il miglior piazzamento mondiale nel doppio, nr 343.

## Circuito WTA 125

### Singolare

#### Sconfitte (1)
| N. | Data              | Torneo                             | Superficie  | Avversaria in finale | Punteggio     |
| 1. | 15 settembre 2024 | Țiriac Foundation Trophy, Bucarest | Terra rossa | Miriam Bulgaru       | 3-6, 6-1, 4-6 |

## Statistiche ITF

### Singolare

#### Vittorie (15)
| Torneo $100.000 (0) |
| Torneo $80.000 (0)  |
| Torneo $75.000 (0)  |
| Torneo $60.000 (1)  |
| Torneo $50.000 (0)  |
| Torneo $40.000 (0)  |
| Torneo $25.000 (5)  |
| Torneo $15.000 (0)  |
| Torneo $10.000 (9)  |

| N.  | Data              | Torneo                                                 | Superficie      | Avversaria in finale  | Punteggio        |
| 1.  | 4 novembre 2012   | Coimbra University Ladies Open, Coimbra                | Cemento         | Natal'ja Vichljanceva | 6-1, 6-3         |
| 2.  | 19 gennaio 2014   | Südwestbank-Cup, Stoccarda                             | Cemento (i)     | Džulija Terzijska     | 6-4, 6-4         |
| 3.  | 6 ottobre 2014    | Tennis Organisation, Adalia                            | Cemento         | Kateřina Kramperová   | 6–2, 6(6)–7, 6–4 |
| 4.  | 13 ottobre 2014   | Tennis Organisation, Adalia                            | Cemento         | Daiana Negreanu       | 4–6, 7–6(4), 6–4 |
| 5.  | 13 aprile 2015    | ITF Women's Circuit Port El Kantaoui, Port El Kantaoui | Cemento         | Sadafmoh Tolibova     | 6-3, 6-4         |
| 6.  | 26 ottobre 2015   | ITF Women's Circuit Port El Kantaoui, Port El Kantaoui | Cemento         | Jana Sizikova         | 7-5, 5-7, 6-2    |
| 7.  | 8 febbraio 2016   | AEGON Pro Series Sunderland, Sunderland                | Cemento (i)     | Manon Arcangioli      | 6-3, 7-6(2)      |
| 8.  | 14 marzo 2016     | Open GDF SUEZ de Gonesse, Gonesse                      | Terra rossa (i) | Olga Sáez Larra       | 6-3, 3-6, 6-4    |
| 9.  | 18 luglio 2016    | Bad Waltersdorf Open, Bad Waltersdorf                  | Terra rossa     | Gabriela Pantůčková   | 7-5, 6-4         |
| 10. | 12 settembre 2016 | Izida Cup, Dobrič                                      | Terra rossa     | Isabella Šinikova     | 6-0, 6-3         |
| 11. | 6 maggio 2017     | Wiesbaden Tennis Open, Wiesbaden                       | Terra rossa     | Petra Martić          | 4-6, 6-4, 7-6(7) |
| 12. | 29 aprile 2018    | Wiesbaden Tennis Open, Wiesbaden                       | Terra rossa     | Katarina Zavac'ka     | 6-3, 6-2         |
| 13. | 20 maggio 2018    | Solgironès Ciudad De La Bisbal, La Bisbal d'Empordà    | Terra rossa     | Sara Sorribes Tormo   | 6-3, 3-6, 6-3    |
| 14. | 27 ottobre 2019   | ITF Women's Circuit Nanning, Nanning                   | Cemento         | Anastasija Gasanova   | 4-6, 7-6(3), 7-5 |
| 15. | 8 maggio 2022     | Koper Open, Capodistria                                | Terra rossa     | Andrea Lázaro García  | 3-6, 6-3, 6-2    |

#### Sconfitte (13)
| Torneo $100.000 (0) |
| Torneo $80.000 (0)  |
| Torneo $75.000 (0)  |
| Torneo $60.000 (2)  |
| Torneo $50.000 (0)  |
| Torneo $40.000 (0)  |
| Torneo $25.000 (4)  |
| Torneo $15.000 (1)  |
| Torneo $10.000 (6)  |

| N.  | Data             | Torneo                                                 | Superficie    | Avversaria in finale       | Punteggio        |
| 1.  | 7 ottobre 2012   | Kalamata Open, Calamata                                | Cemento       | Lara Michel                | 6(4)-7, 6–0, 0–6 |
| 2.  | 10 marzo 2013    | Atzmännig Open, Frauenfeld                             | Sintetico (i) | Kateřina Siniaková         | 3-6, 6-4, 4-6    |
| 3.  | 24 marzo 2014    | Heraklion Hellenic Zeus Circuit, Heraklion             | Cemento       | Anna Zaja                  | 4-6, 1-6         |
| 4.  | 25 ottobre 2015  | ITF Women's Circuit Port El Kantaoui, Port El Kantaoui | Cemento       | Magali Kempen              | 7-5, 3-6, 2-6    |
| 5.  | 13 dicembre 2015 | Internazionali Tennis Val Gardena Südtirol, Ortisei    | Cemento (i)   | Georgia Brescia            | 4-6, 6-4, 3-6    |
| 6.  | 15 maggio 2016   | CroCircuit Power, Bol                                  | Terra rossa   | Gabriela Pantůčková        | 5-7, 5-7         |
| 7.  | 9 aprile 2017    | Forte Village International Tournament, Pula           | Terra rossa   | Petra Martić               | 4-6, 5-7         |
| 8.  | 23 aprile 2017   | ITF Women's Circuit Chiasso, Chiasso                   | Terra rossa   | Jil Teichmann              | 6-2, 3-6, 2-6    |
| 9.  | 20 maggio 2017   | Rising Star Tour, Båstad                               | Terra rossa   | Irina Maria Bara           | 6(6)-7, 6-4, 2-6 |
| 10. | 7 novembre 2020  | Internazionali Tennis Val Gardena Südtirol, Ortisei    | Cemento (i)   | Federica Di Sarra          | 3-6, 3-6         |
| 11. | 7 maggio 2023    | ForteVillage ITF Trophy, Pula                          | Terra rossa   | Valentini Grammatikopoulou | 4-6, 1-6         |
| 12. | 26 maggio 2024   | Città di Grado Tennis Cup, Grado                       | Terra rossa   | Francesca Jones            | 1-6, 5-7         |
| 13. | 5 gennaio 2025   | ITF World Tennis Tour Presented by SAT, Nonthaburi     | Cemento       | Kyōka Okamura              | 5-7, 6-1, 5-7    |

### Doppio

#### Vittorie (4)
| Torneo $100.000 (0) |
| Torneo $80.000 (0)  |
| Torneo $75.000 (0)  |
| Torneo $60.000 (0)  |
| Torneo $50.000 (0)  |
| Torneo $40.000 (0)  |
| Torneo $25.000 (1)  |
| Torneo $15.000 (0)  |
| Torneo $10.000 (3)  |

| N. | Data            | Torneo                                                 | Superficie    | Compagna          | Avversarie in finale                | Punteggio        |
| 1. | 4 marzo 2013    | Atzmännig Open, Frauenfeld                             | Sintetico (i) | Nina Stadler      | Tayisiya Morderger Yana Morderger   | 6-3, 6-4         |
| 2. | 17 marzo 2014   | Heraklion Hellenic Zeus Circuit, Heraklion             | Cemento       | Petra Uberalová   | Agata Barańska Vivian Zlatanova     | 7-5, 6-2         |
| 3. | 20 aprile 2015  | ITF Women's Circuit Port El Kantaoui, Port El Kantaoui | Cemento       | Jenny Claffey     | Eetee Maheta Greta Mokrousova       | 6-4, 6-2         |
| 4. | 16 ottobre 2016 | Forte Village International Tournament, Pula           | Terra rossa   | Camilla Rosatello | Cristiana Ferrando Vivien Juhászová | 6–1, 3–6, [10–6] |

#### Sconfitte (8)
| Torneo $100.000 (0) |
| Torneo $80.000 (0)  |
| Torneo $75.000 (0)  |
| Torneo $60.000 (1)  |
| Torneo $50.000 (0)  |
| Torneo $40.000 (0)  |
| Torneo $25.000 (3)  |
| Torneo $15.000 (0)  |
| Torneo $10.000 (4)  |

| N. | Data              | Torneo                                            | Superficie  | Compagna         | Avversarie in finale                 | Punteggio           |
| 1. | 6 ottobre 2012    | Kalamata Open, Calamata                           | Cemento     | Stefanie Stemmer | Huỳnh Phương Đài Trang Keren Shlomo  | 6–3, 2–6, [10–12]   |
| 2. | 13 ottobre 2012   | ITF Women's Circuit Mytilene, Mitilene            | Cemento     | Stefanie Stemmer | Manon Arcangioli Laëtitia Sarrazin   | 4-6, 3-6            |
| 3. | 10 novembre 2012  | OVS Ladies Open, Guimarães                        | Cemento     | Stefanie Stemmer | Margarida Moura Joana Valle Costa    | 5–7, 6–3, [7–10]    |
| 4. | 20 settembre 2013 | Open GDF SUEZ de Bretagne, Saint-Malo             | Terra rossa | Nina Zander      | Elica Kostova Florencia Molinero     | 2-6, 4-6            |
| 5. | 12 aprile 2015    | ITF Women's Circuit Port El Kantaoui, El Kantaoui | Cemento     | Jenny Claffey    | Mihaela Buzărnescu Olena Kyrpot      | 4-6, 2-6            |
| 6. | 8 luglio 2017     | Darmstadt Tennis International, Darmstadt         | Terra rossa | Sandra Samir     | Laura Ioana Andrei Anastasia Zarycká | 6-4, 6(5)-7, [3-10] |
| 7. | 4 maggio 2019     | Wiesbaden Tennis Open, Wiesbaden                  | Terra rossa | Jaimee Fourlis   | Anna Blinkova Yanina Wickmayer       | 3-6, 6-4, [3-10]    |
| 8. | 30 agosto 2019    | Verbier Open, Verbier                             | Terra rossa | İpek Soylu       | Xenia Knoll Simona Waltert           | 4-6, 3-6            |